# Javornik (Jesenice)
Javornik je potok v Karavankah. Svoje vode nabira na jugozahodnih pobočjih gore Struška na slovensko-avstrijski meji. Teče mimo vasi Javorniški rovt, pred tem pa se pri zaselku Pri Žagi vanj izliva še potok Jezernica. Javornik tvori Javorniške slapove. Na Jesenicah kot levi pritok izlije v Savo Dolinko.